# Duanjia (köpinghuvudort i Kina, Shaanxi, lat 34,31, long 107,91)
Duanjia är en köpinghuvudort i Kina. Den ligger i provinsen Shaanxi, i den nordvästra delen av landet, omkring 91 kilometer väster om provinshuvudstaden Xi'an. Antalet invånare är 24 111. Befolkningen består av 11 778 kvinnor och 12 333 män. Barn under 15 år utgör 16,0 %, vuxna 15-64 år 75 %, och äldre över 65 år 7,0 %.
Runt Duanjia är det tätbefolkat, med 343 invånare per kvadratkilometer. Närmaste större samhälle är Fufeng, 6,4 km nordväst om Duanjia. Trakten runt Duanjia består till största delen av jordbruksmark.
Genomsnittlig årsnederbörd är 730 millimeter. Den regnigaste månaden är september, med i genomsnitt 159 mm nederbörd, och den torraste är december, med 2 mm nederbörd.